# Cañón Hotchkiss

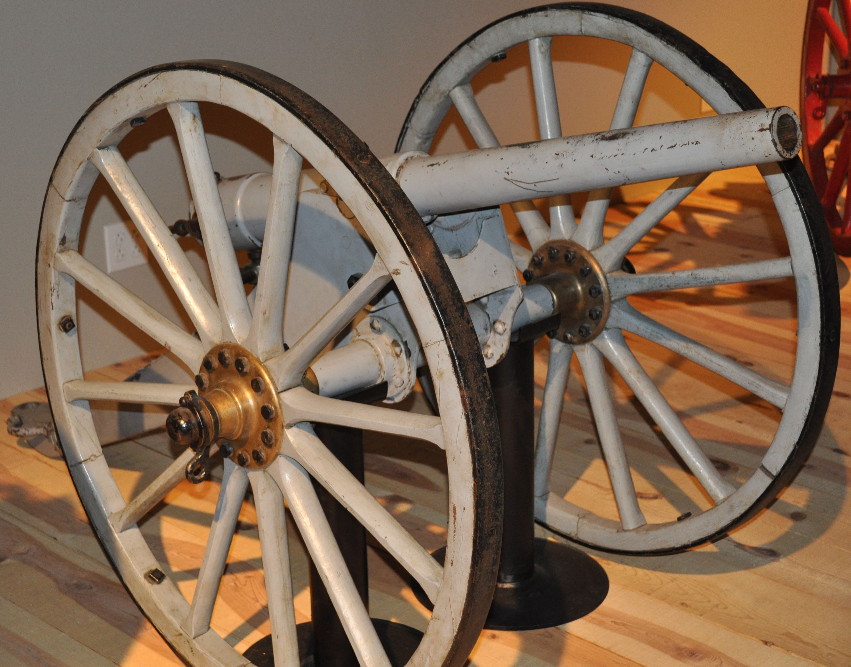
El Hotchkiss M1875 del Museo de artillería del Ejército de los Estados Unidos, Fort Sill, Oklahoma.

El término cañón Hotchkiss puede referirse a diferentes productos de la compañía de armamento Hotchkiss et Cie, fabricados desde finales del siglo XIX. Por lo general, se aplica al ligero cañón de montaña de 42 mm (1,65 pulgadas); pero también produjo la longeva familia del cañón naval de 47 mm introducido en 1886 y cañones Hotchkiss de 76 mm (3 pulgadas) que se conocen con el mismo nombre. El cañón de 42 mm estaba diseñado para ser transportado en un carro ligero o desmontado a lomos de dos mulas de forma que pudiera formar parte del armamento de una tropa de caballería o de una unidad de tropas de montaña que operase en terreno accidentado.

## Descripciones

### Cañón de 42 mm

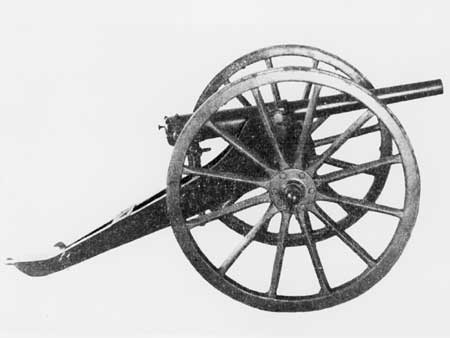
Cañón Hotchkiss de 42 mm.

El cañón de 42 mm (1,65 pulgadas) y sus accesorios pueden acarrearse por dos mulas. Se introdujo como un moderno reemplazo para el viejo obús de montaña de doce libras. El primer cañón comprado por el Ejército de Estados Unidos a la empresa armera francesa Hotchkiss se empleó en 1887 contra los Nez percé. Durante los siguientes veinte años, Estados Unidos compró 57 de estos cañones, que se usaron en la masacre de Wounded Knee en 1890 y nuevamente en Cuba, en la batalla de las Guásimas, la batalla de El Caney y la batalla de las Colinas de San Juan durante la Guerra hispano-estadounidense de 1898.

### Cañón rotativo Hotchkiss

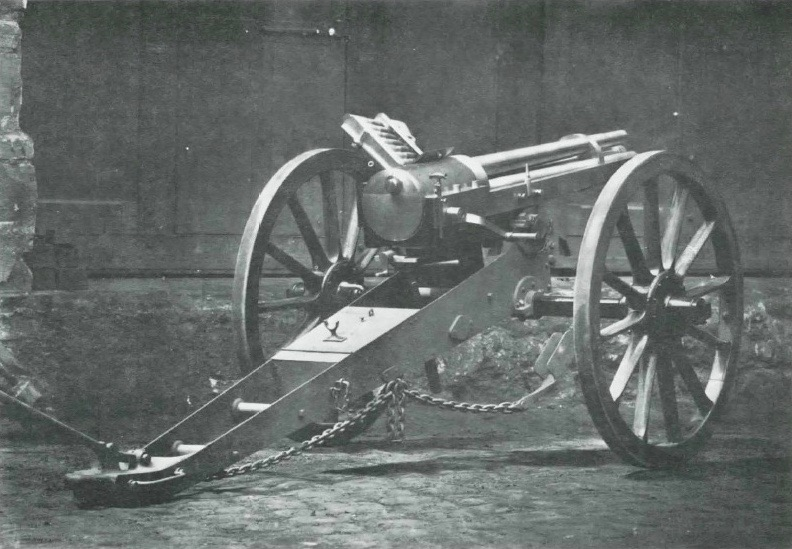
Cañón rotativo Hotchkiss. Imagen publicada en 1874.

El término "cañón Hotchkiss" también se refiere al cañón rotativo Hotchkiss, un arma con cañones rotativos inventada en 1872 por el inventor y armero Benjamin B. Hotchkiss (1826-1885), fundador de la empresa Hotchkiss et Cie. Aunque similar a la ametralladora Gatling, su mecanismo de disparo era diferente, al tener un solo percutor en lugar de varios percutores, uno para cada cañón. Era un arma de disparo rápido con cañones de ánima rayada, fabricado en acero templado al aceite y tenía un cerrojo rectangular que se movía en una muesca cortada completamente a través del cajón de mecanismos. Fue diseñado para ser lo suficientemente ligero como para ser tirado por caballos, y tenía un alcance efectivo mayor que otras armas ligeras de ánima rayada (estriada).

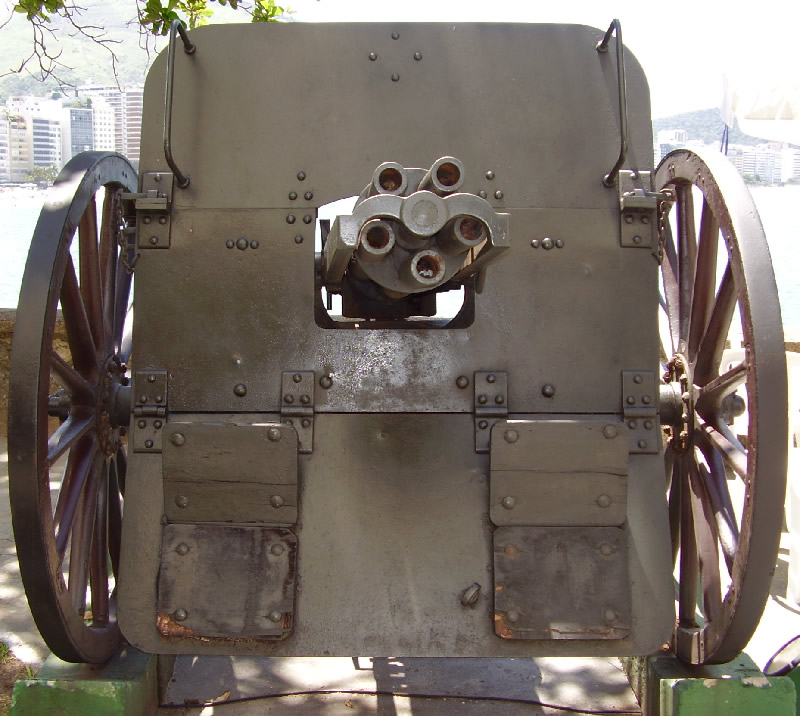
Cañón rotativo Hotchkiss de cinco cañones del Fuerte de Copacabana.

El cañón rotativo Hotchkiss de 1 libra contaba con cinco cañones de 37 mm y una cadencia de 68 disparos/minuto, con un alcance de 1.800 m (2.000 yardas). Cada cargador contenía diez proyectiles y pesaba aproximadamente 8 kg (18 libras). Además de la versión de cañón de campaña, existían varias versiones del cañón rotativo Hotchkiss de 37 mm, en particular para defensa naval contra lanchas torpederas, así como para su uso en fortalezas con el fin de disparar proyectiles shrapnel o botes de metralla para la defensa de fosos. La versión naval fue adoptada por Rusia y Estados Unidos, entre otros países. La versión del cañón de campaña iba acompañada por un armón tirado por caballos, que contenía 110 proyectiles más seis cargadores llenos, con un total de 170 proyectiles. Un ejemplar está expuesto en el Museo de Historia del Ejército Brasileño en el Fuerte de Copacabana, en Río de Janeiro.

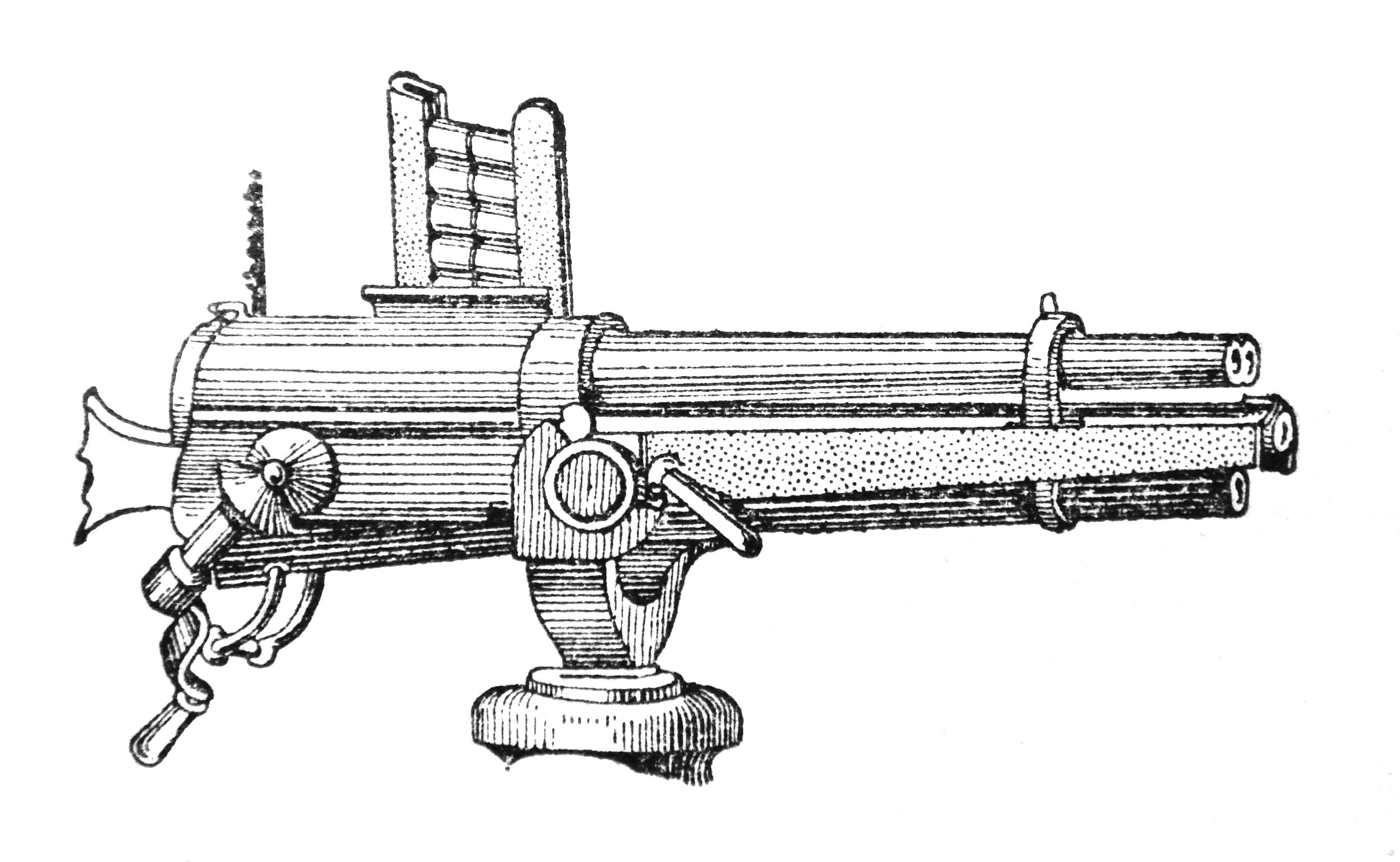
Cañón rotativo Hotchkiss montado a bordo de un barco.

Un cañón rotativo Hotchkiss de 3 libras también fue adoptado por las armadas estadounidense y rusa en la década de 1880. Tenía cinco cañones de 47 mm. Con los cañones rotativos de 3 libras y de 1 libra, es difícil determinar a partir de imágenes qué tipo de armas tenía un buque en particular. Los cañones convencionales, cañones rotativos y (desde 1890) cañones automáticos Maxim-Nordenfelt de 1 libra, se utilizaron indistintamente en los nuevos buques de guerra entre 1880 y 1910. Todas estas piezas de artillería fueron llamadas de disparo pronto o, en Estados Unidos, de disparo rápido.

## Otros cañones
Hotchkiss también produjo una gama de cañones navales ligeros y, en la década de 1930, cañones antitanque. Estos pequeños cañones navales que se diseñaron y desarrollaron en la década de 1880 eran en su mayoría de 47 mm (1,85") y de 57 mm (6 libras), siendo utilizados ampliamente (por Francia, Gran Bretaña, Estados Unidos y el Imperio Ruso, entre otros países) para la defensa cercana de las principales buques de guerra contra embarcaciones pequeñas armadas con los recién inventados torpedos. Cuando las mejoras en el alcance de los torpedos los hicieron obsoletos en ese papel, se siguieron usando como armamento de pequeños buques hasta la Segunda Guerra Mundial. Durante la Primera Guerra Mundial, los cañoneros británicos que ganaron la supremacía naval a la Marina Imperial alemana en la batalla del lago Tanganica, estaban armados con el cañón Hotchkiss de 47 mm. El Hotchkiss de 6 libras fue adoptado por el ejército británico en sus primeros tanques tanques y, siguió usándose durante la Segunda Guerra Mundial; asimismo, fue el armamento principal de las primeras unidades de las numerosas y exitosas lanchas torpederas Fairmile D de la Royal Navy, que no fueron reemplazadas completamente por armas más modernas hasta 1945.